# Ventastega curonica
Ventastega curonica är ett amfibiskt djur som levde för cirka 365 miljoner år sedan (sen devon). Djuret påminner mycket om Tiktaalik beträffande utseendet.
Fossil hittades i Litauen.